# Велике Шумакове (Курська область)
Велике Шумакове (рос. Большое Шумаково) — присілок в Курському районі Курської області Російської Федерації.
Населення становить 785 осіб. Входить до складу муніципального утворення Шумаковська сільрада.

## Історія
Населений пункт розташований на території українського етнічного та культурного краю Східна Слобожанщина.
Від 2004 року входить до складу муніципального утворення Шумаковська сільрада.

## Населення
| 2002 | 2010 |
| ---- | ---- |
| 816  | ↘785 |